# 輕鐵第五期列車
輕鐵第五期列車，又名香港新一代轻铁列车，是由中國中車南京浦镇车辆制造、由香港鐵路有限公司擁有及營運的輕鐵列車，共有40辆，包括30辆动力车厢（編號 1133-1162）和10輛沒有駕駛室的动力车厢（編號 1211-1220），港铁官方名称为港铁第五期轻铁车辆，浦镇车型号为 PM110。

## 歷史
2016年7月29日，港鐵增購40輛輕鐵車輛（合約編號: K1846-15E），其中10輛用作擴充車隊，其余30輛用于替代1992年投入服務的日本製的第二期輕鐵列車。
首批列車原定預計於2019年投入服務，但由於輕鐵訊號系統在多次反修例運動示威活動中遭示威者破壞，導致試車暫停，因此新輕鐵列車啟用時間將會延遲，同時第三列起的新列車亦會延遲付運。
首列車自2020年11月17日起投入服務，以拖卡形式行走，初期調配至610綫及751綫；目前所有第五期輕鐵列車已於2023年11月全數投入服務。

## 設計
相較於前四款列車，第五期列車車身改以純平面不銹鋼車體設計，而列車內牆、車門及機櫃跟市區綫韓製列車一樣改用一般用於飛機上的蜂窩板製造。車身配色改以融入類似港鐵願景2020元素，車身彩帶改以更「隨意」繪畫的線條，車內採用了LCD目的地顯示屏、LCD報站屏幕（兩者顯示屏尺寸比輕鐵其餘車款為小，當中車內目的地顯示屏是中文及英文交替顯示）以及加裝半座椅，車外亦增設了車門開關指示燈；車門由iFE-威奥提供，車門控制馬達由富士電機提供，控制方式為FCPM式，其特色為車門合上後會聽到一下上鎖聲；與第三期車一樣，車門合上後同樣有呯一聲，即是閉合期間速度和力度比四期車大。
針對司機投訴第四期列車及第一期列車翻新後其A柱過粗影響視線，間接影響行車安全，而第四期列車的關門提示聲音及發聲頻率更與舊款輕鐵不同，使車長難以適應，因此第五期列車改以類似第三期列車的車頭設計，車頭及車尾均呈流線型；而列車的關門提示聲音及發聲頻率也更改為接近第二、三期輕鐵及KTX-Eum的警示聲。
此外，第五期列車亦重新引入10輛拖卡，是繼於1992年投入服務的日本製第二期輕鐵列車之後再次引入拖卡車輛。該10輛拖卡除替代原有10輛日本製第二期輕鐵列車的拖卡外，亦同時參考第三期輕鐵列車和第四期輕鐵列車的連結器設計以便安全通過天水圍站1號月台前的道岔而可以行駛輕鐵705綫的拖卡班次，從而減少該綫對第三期輕鐵列車和第四期輕鐵列車的依賴性。
另外，港鐵表示工程團隊在另一輛正在測試階段的列車1212車頂安裝太陽能發電板作測試，為車廂照明系統提供動力。

## 記事
- 2018年8月2日，疑似輕鐵五期列車曝光[7]；同年12月，首列新車在中車南京浦鎮車廠完成生產並進行試車。
- 2018年12月27日，兩列新列車編號1133及拖卡1211由南京經深圳灣口岸運抵香港，並於深夜運抵屯門車廠，是香港首次使用跨海大橋作列車陸送。
- 2019年1月17日，首列新列車港鐵與中車南京浦鎮於星期一進行交車儀式，並確定首部列車編號為1133[8]。
- 2020年11月17日，首兩輛列車投入服務，於早上繁忙時間用作疏導人潮，將以拖卡形式行走，初期將調配至610、751、751P綫[5]。
- 2021年3月15日，兩列新列車編號1134及拖卡1212於早上繁忙時間投入服務，行走香港輕鐵614、614P綫和香港輕鐵615、615P綫[9]。
- 2023年5月15日，最后一辆第五期列車于苏州中车轨道交通车辆完成制造并下线[10]。
- 2023年9月17日，為慶祝輕鐵通車35周年，編號1162第五期列車於輕鐵車廠開放日展示。

## 圖集

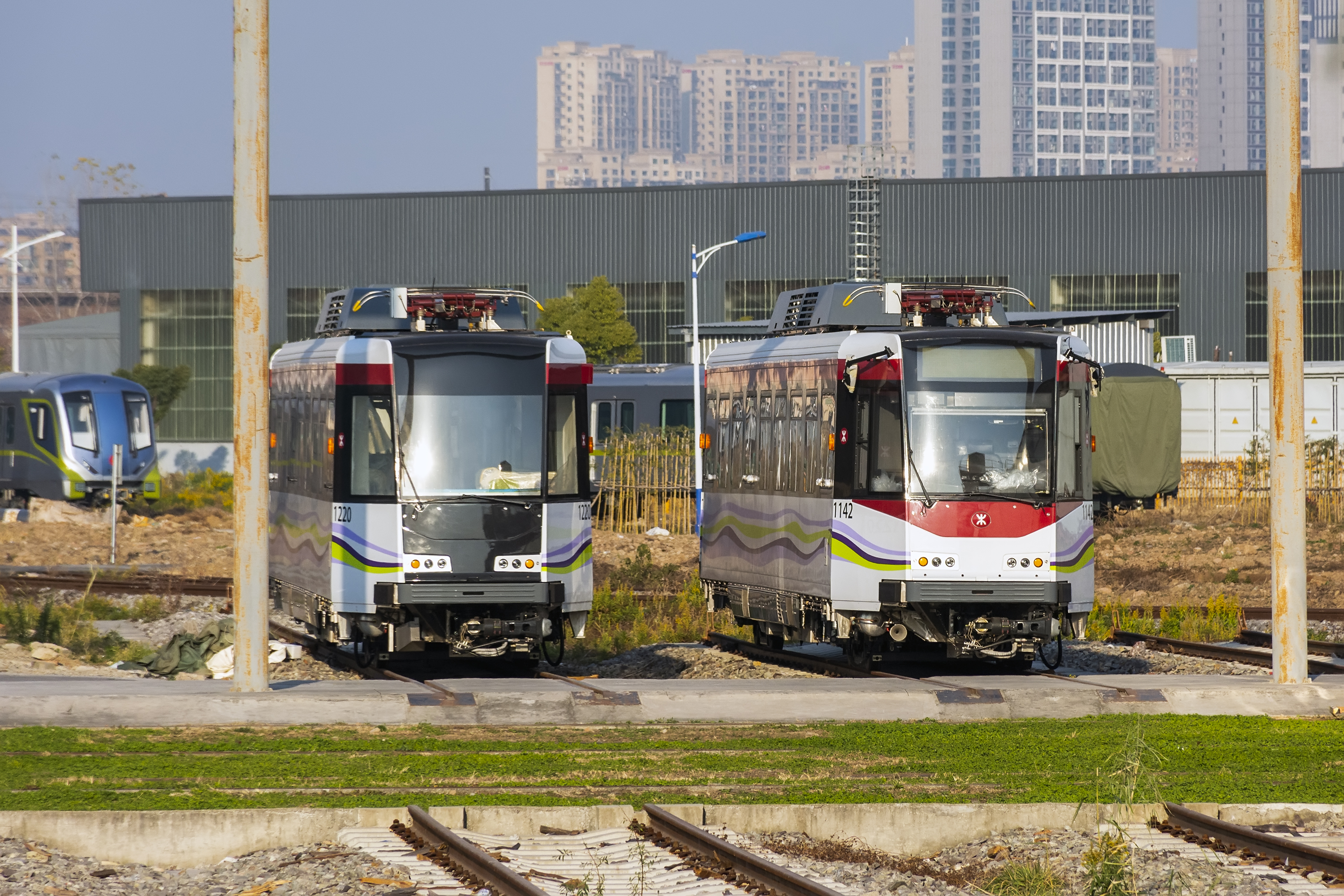
轻铁第五期列车（1142与1220）在中车南京浦镇车辆基地内
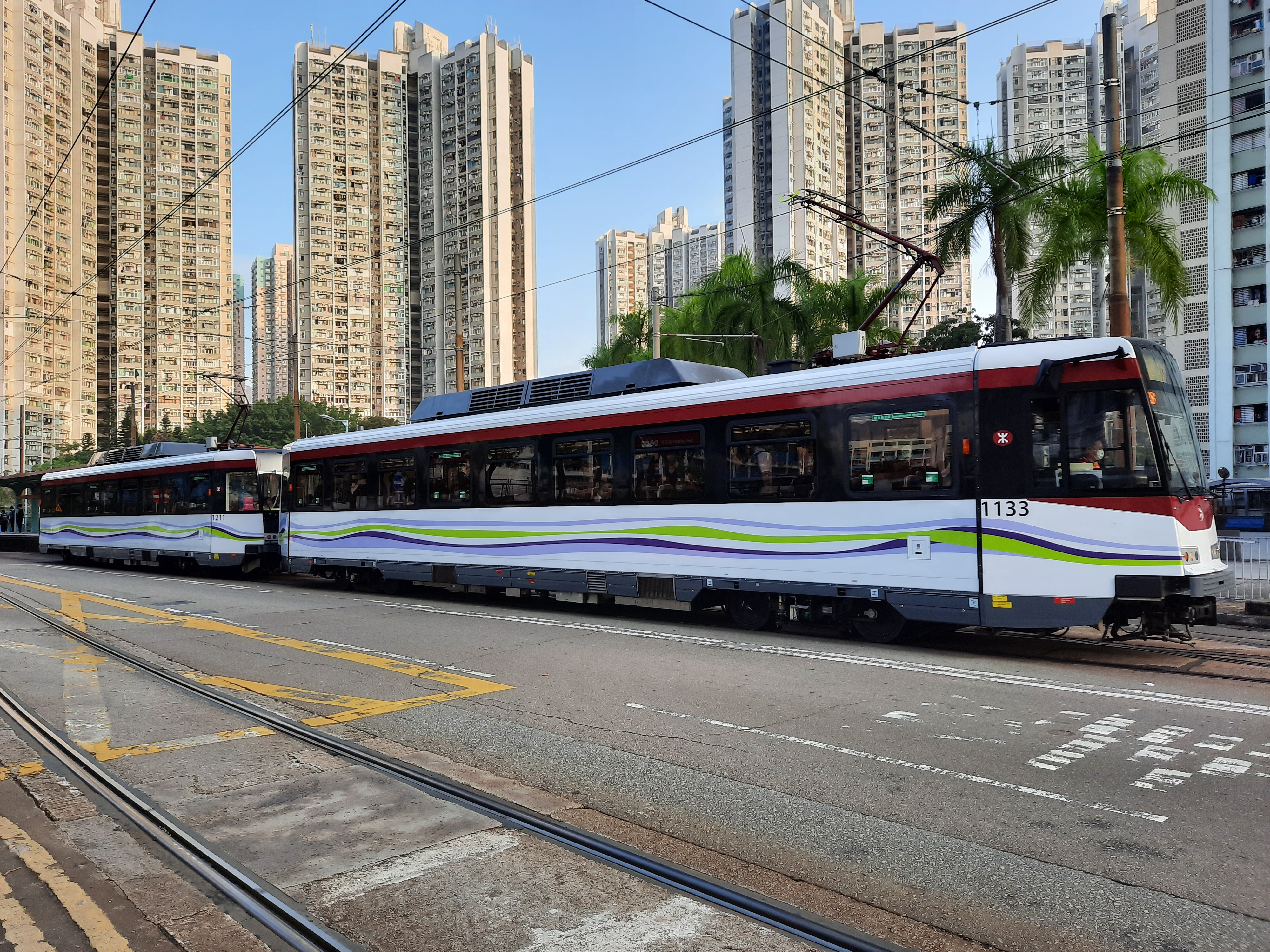
輕鐵第五期列車1133及拖卡1211駛離大興北站（2020年11月）
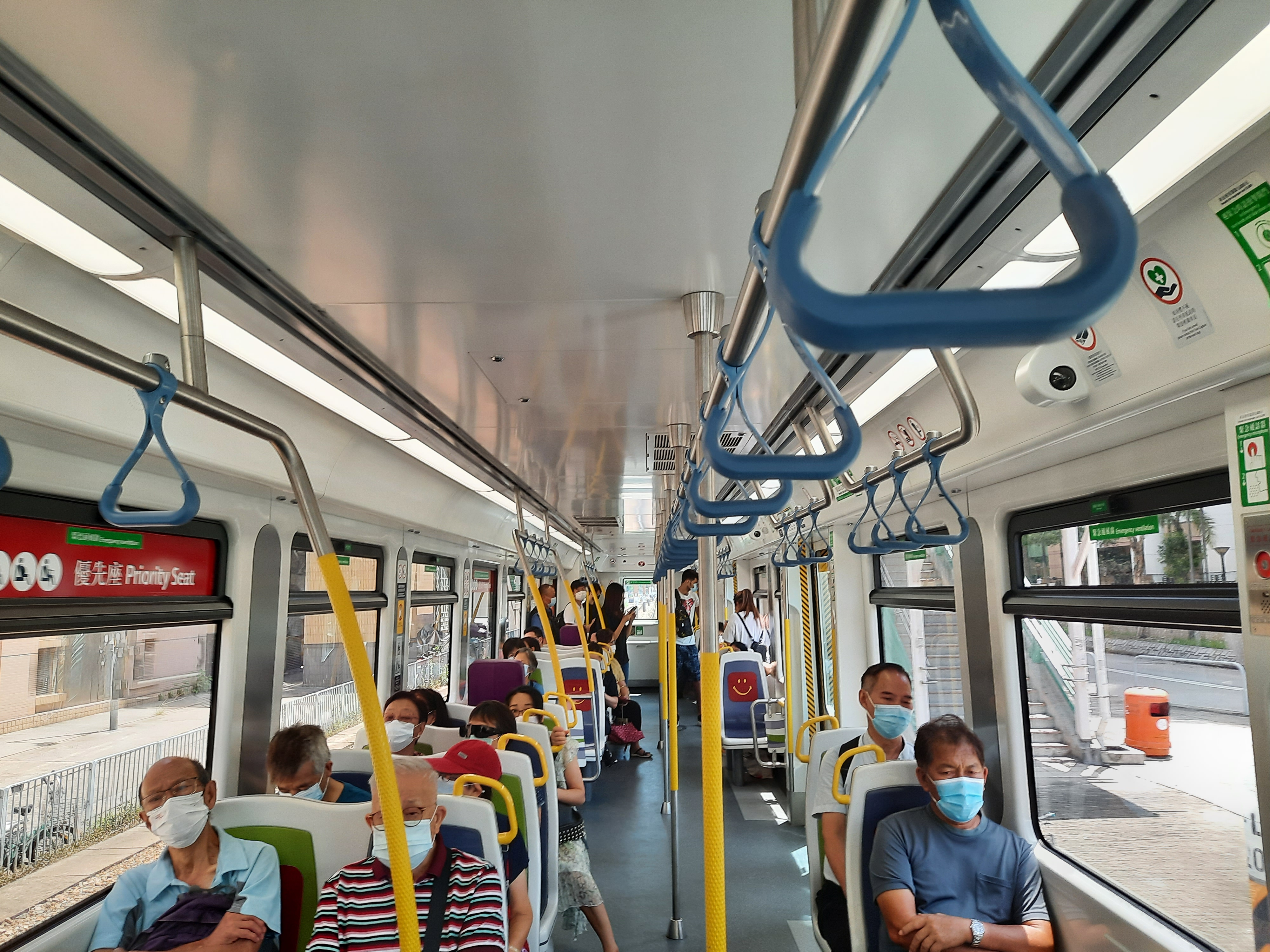
列車內部
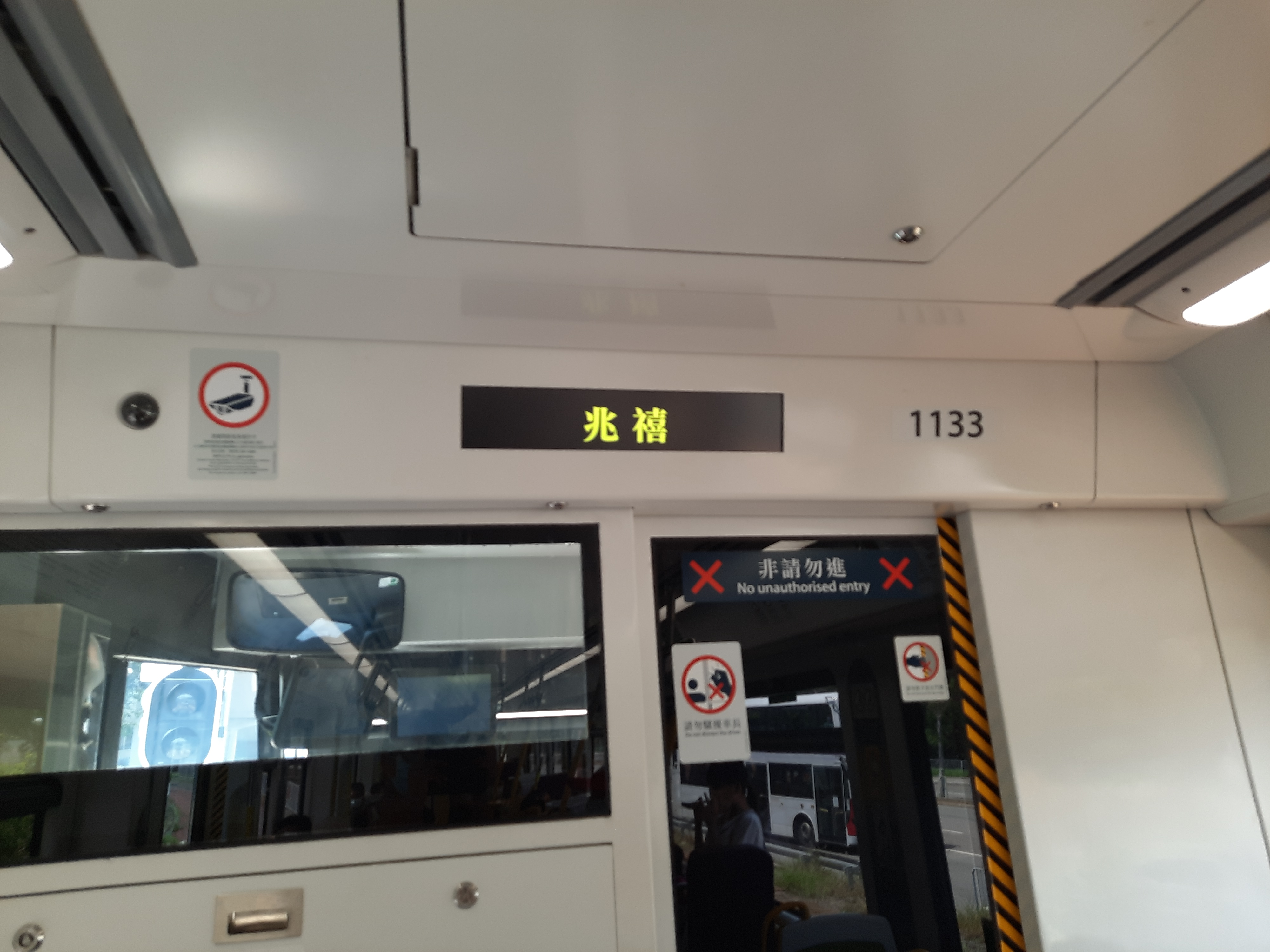
顯示下一站顯示器改為LCD形式
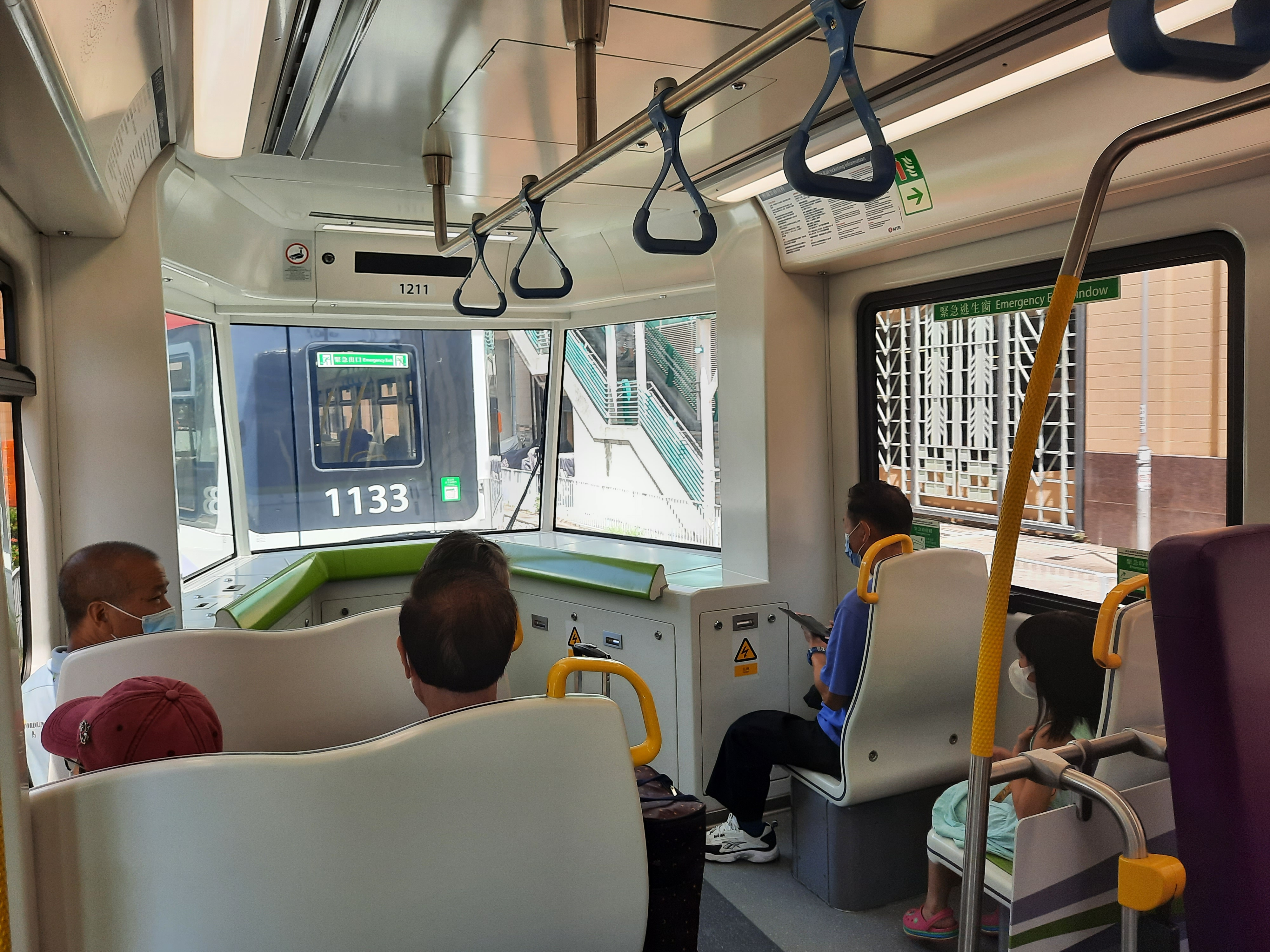
拖卡前方的內部
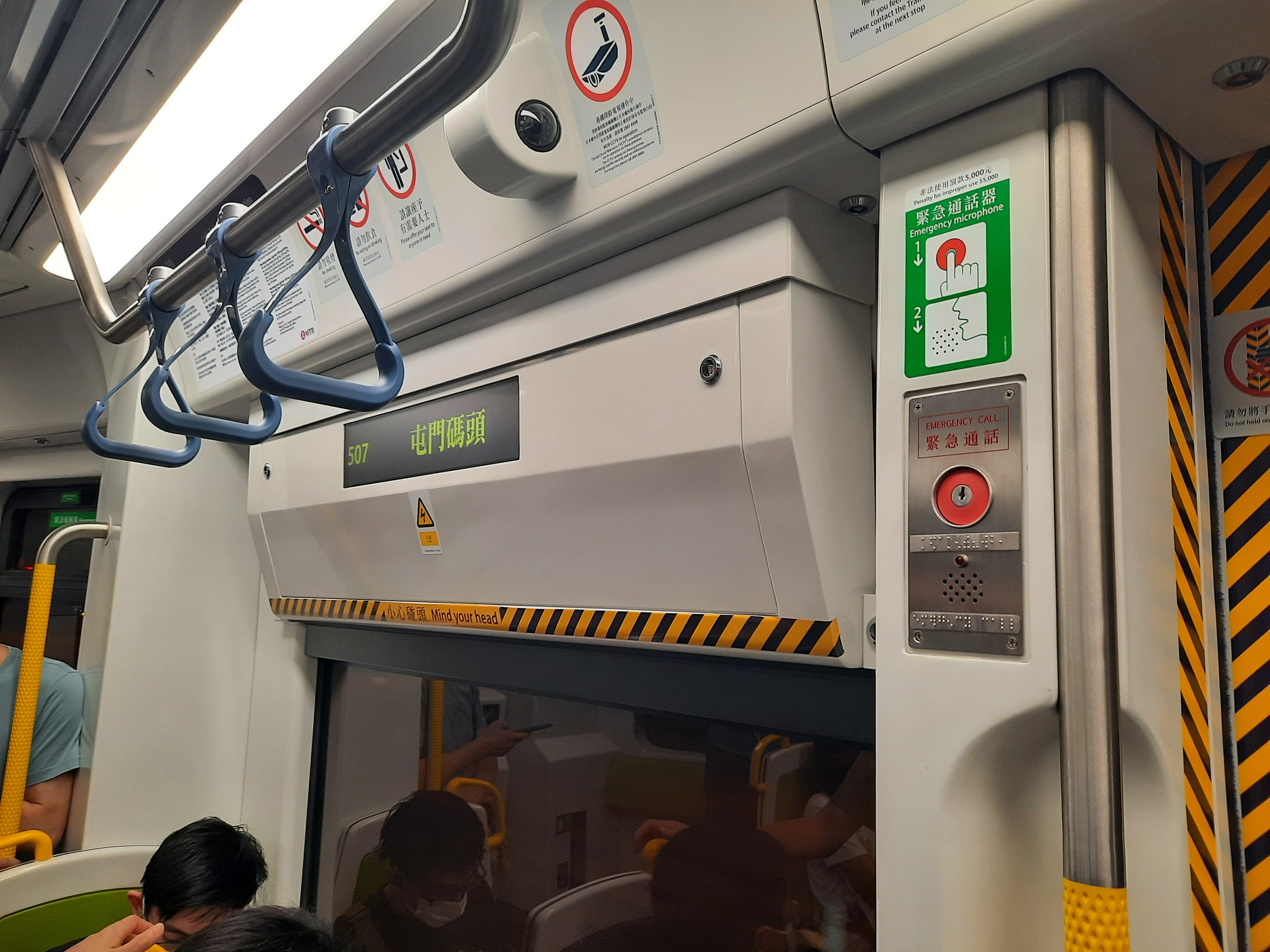
緊急通話按鈕、閉路電視及LCD終點站顯示器
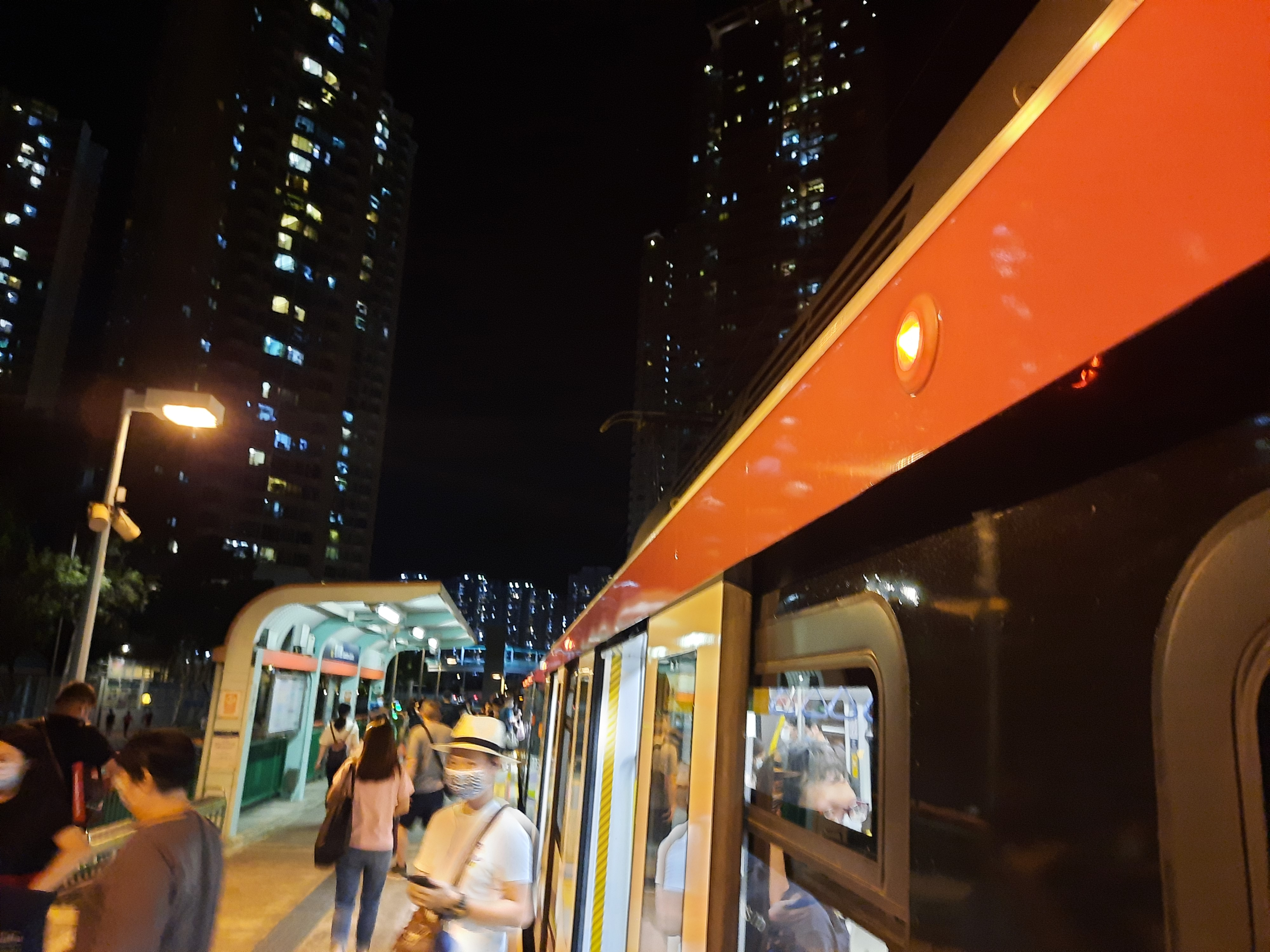
與第一至四期輕鐵分別的是，車廂外置車門開關指示燈。
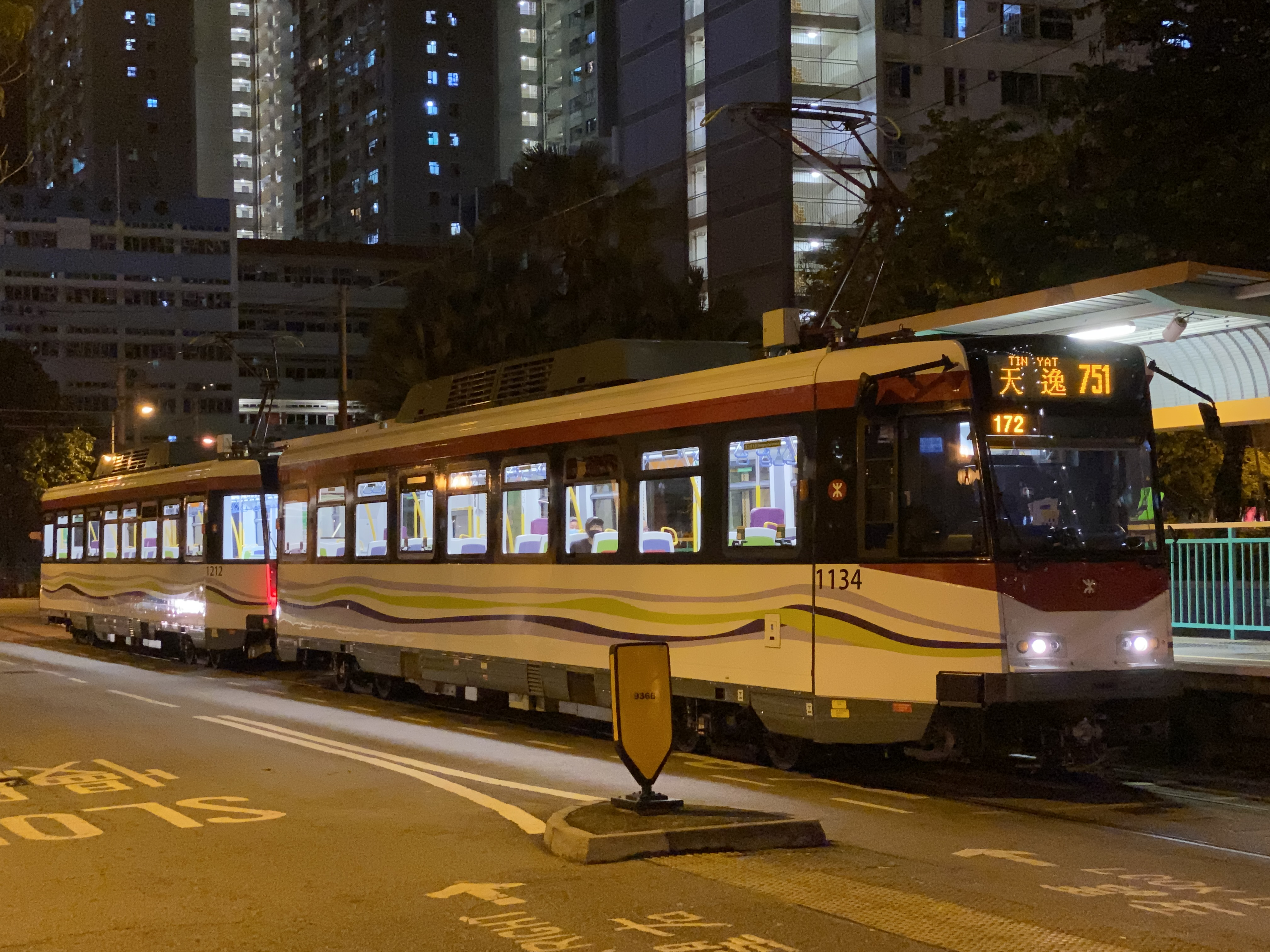
輕鐵第五期列車1134及拖卡1212停泊在友愛站（2021年8月）
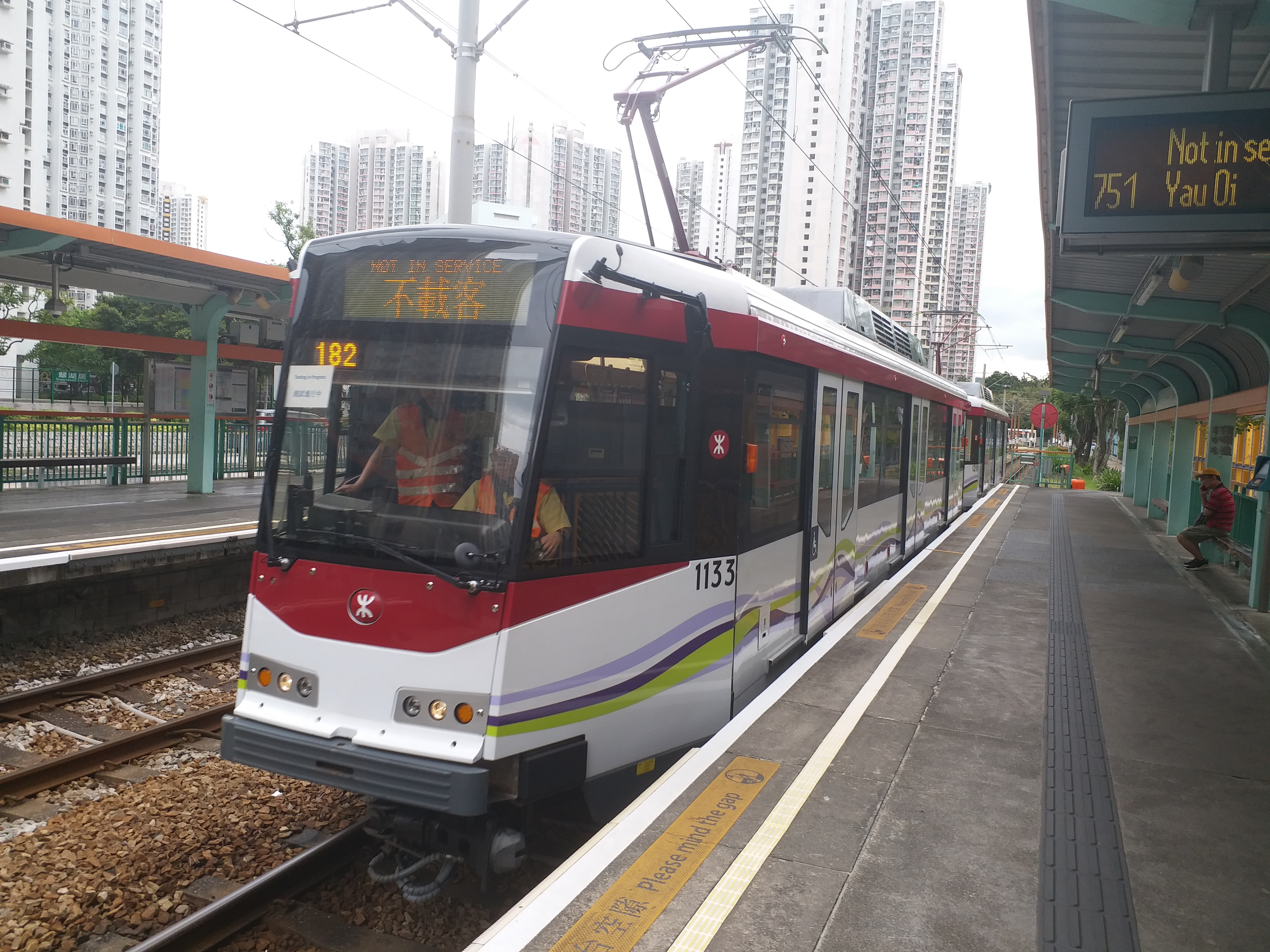
一列在測試期間駛經翠湖站的輕鐵第五期列車1133（2019年7月）
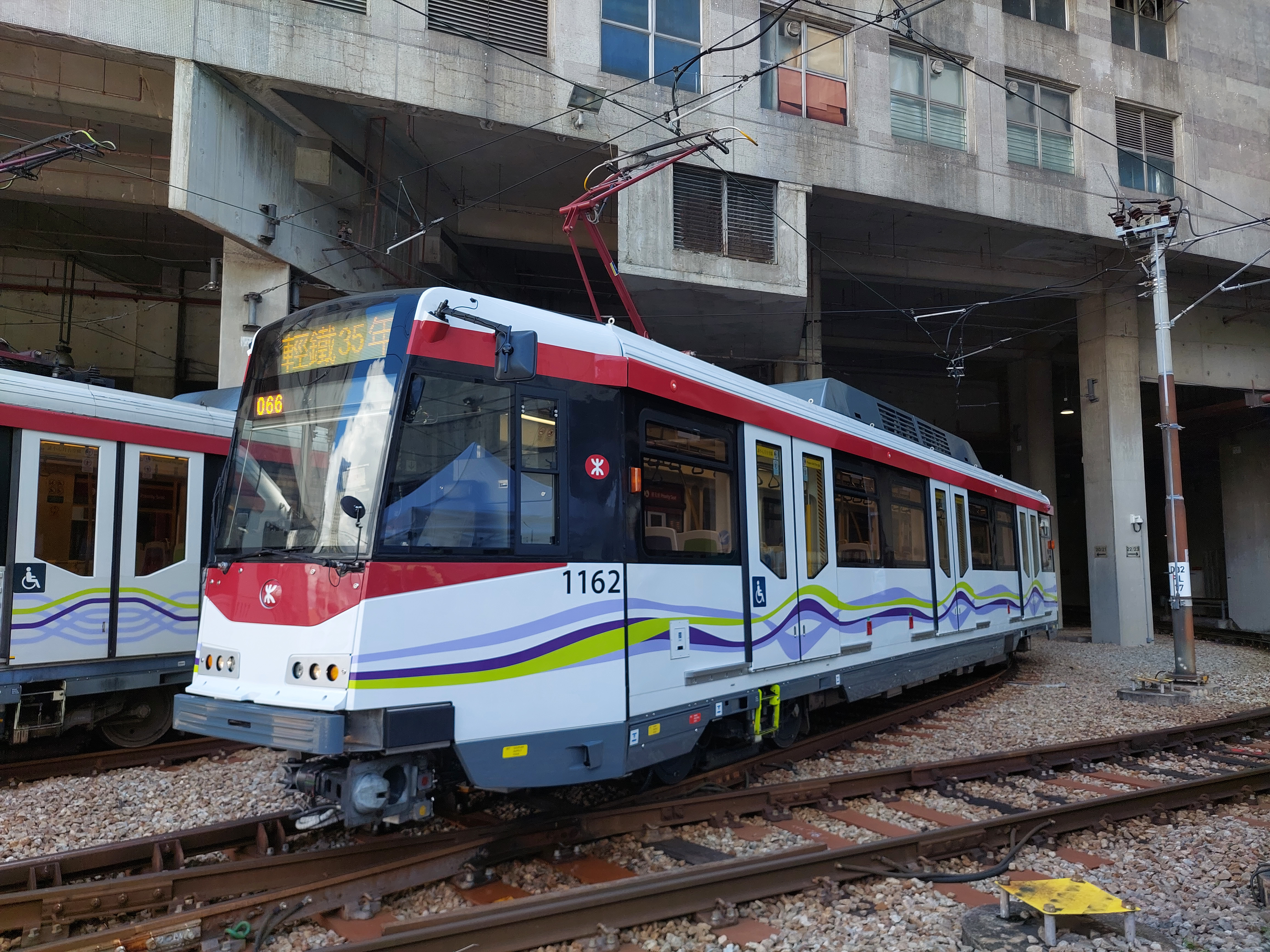
於屯門車廠開放日展出的輕鐵第五期列車1162（2023年9月）
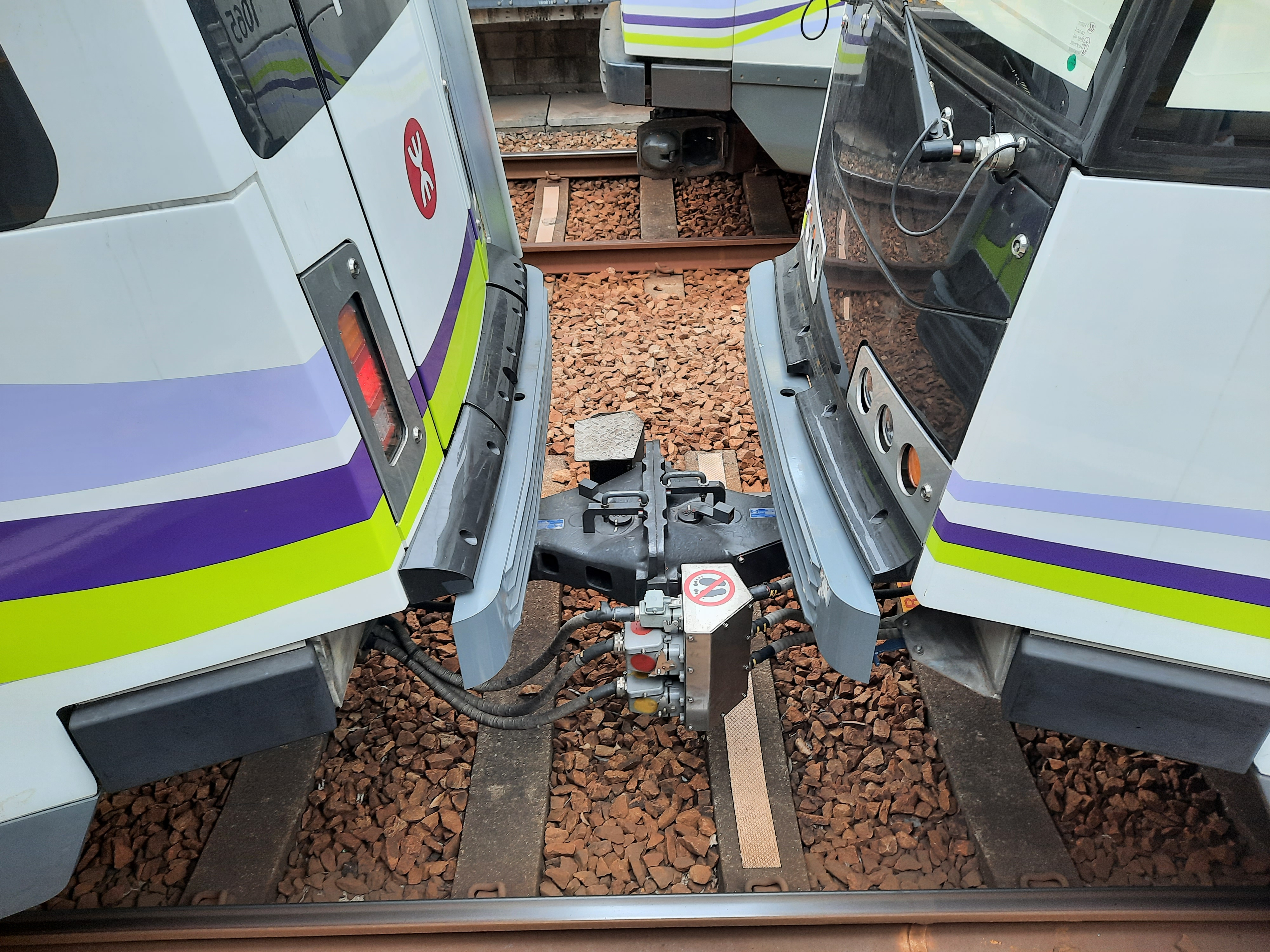
車輛連接器及腳踏
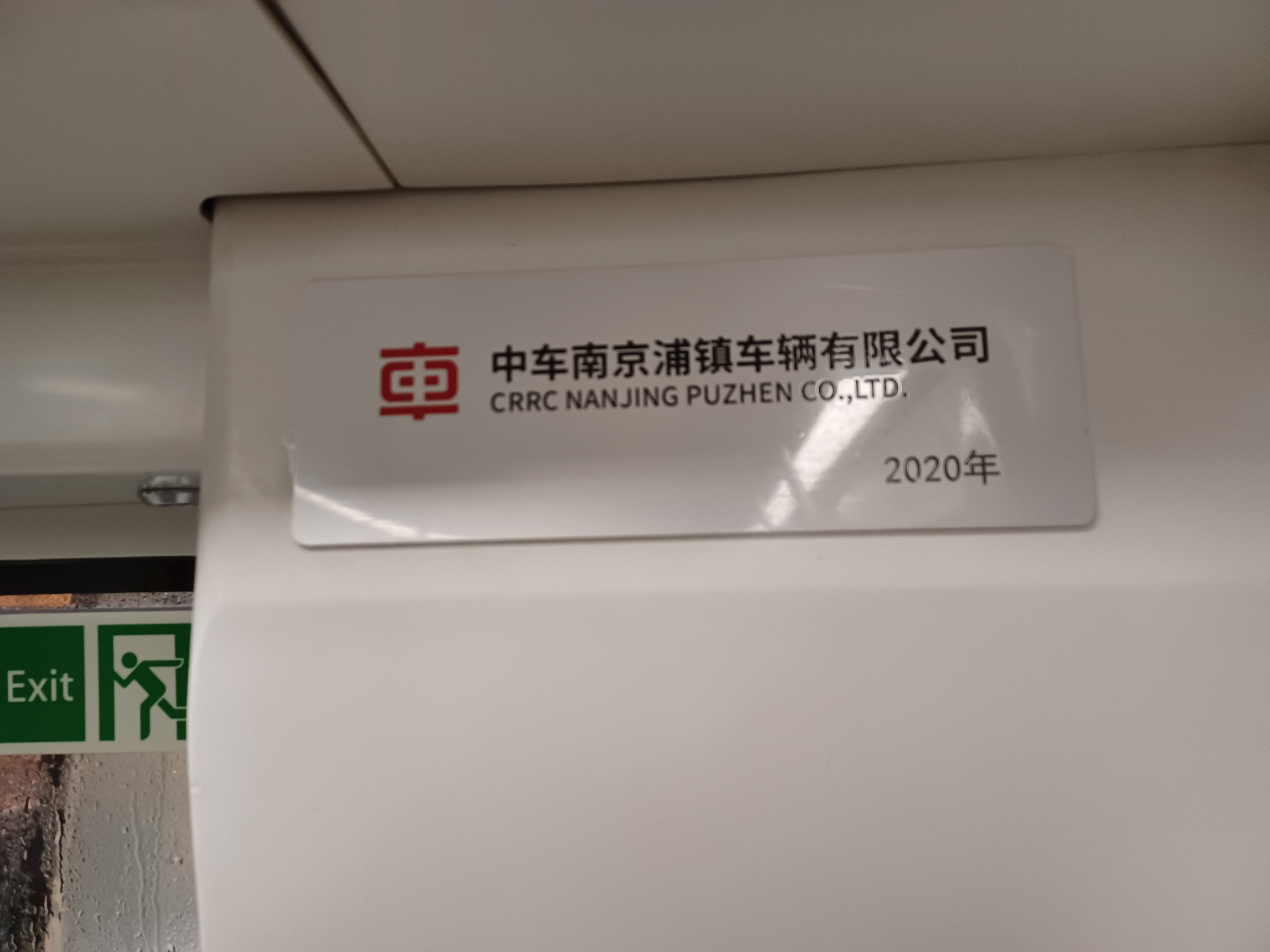
1140車廂內的「中車南京浦鎮車輛有限公司」水牌

## 屯門發現號
輕鐵屯門發現號，由兆康開往屯門，途經蔡意橋、山景(南)、龍門、屯門碼頭、屯門泳池、三聖及市中心，只於星期六、日及公眾假期日間提供服務。
開辦背景
路綫沿途改革
2025年2月22日：屯門發現號投入服務。
2025年5月3日：減至五班車。
2025年7月12日至8月31日：減至四班車，並縮短至屯門為終點站，不再折返兆康。
收費
有別於其他輕鐵路綫，開放式收費系統不適用於屯門發現號。乘客需在上車時購買或出示「輕鐵旅遊證」（Light Rail Travel Pass）才可以乘搭此路綫，不能直接使用單程車票、八達通登車；各種全日通及全月通亦不適用於此路綫。
列車
一般情況下，用車以披上輕鐵屯門發現號車身廣告的第五期列車（編號1140或1161）為主。2025年暑假期間，用車更換為披上CHIIKAWA DAYS車身廣告的五期列車（編號1133或1152）。

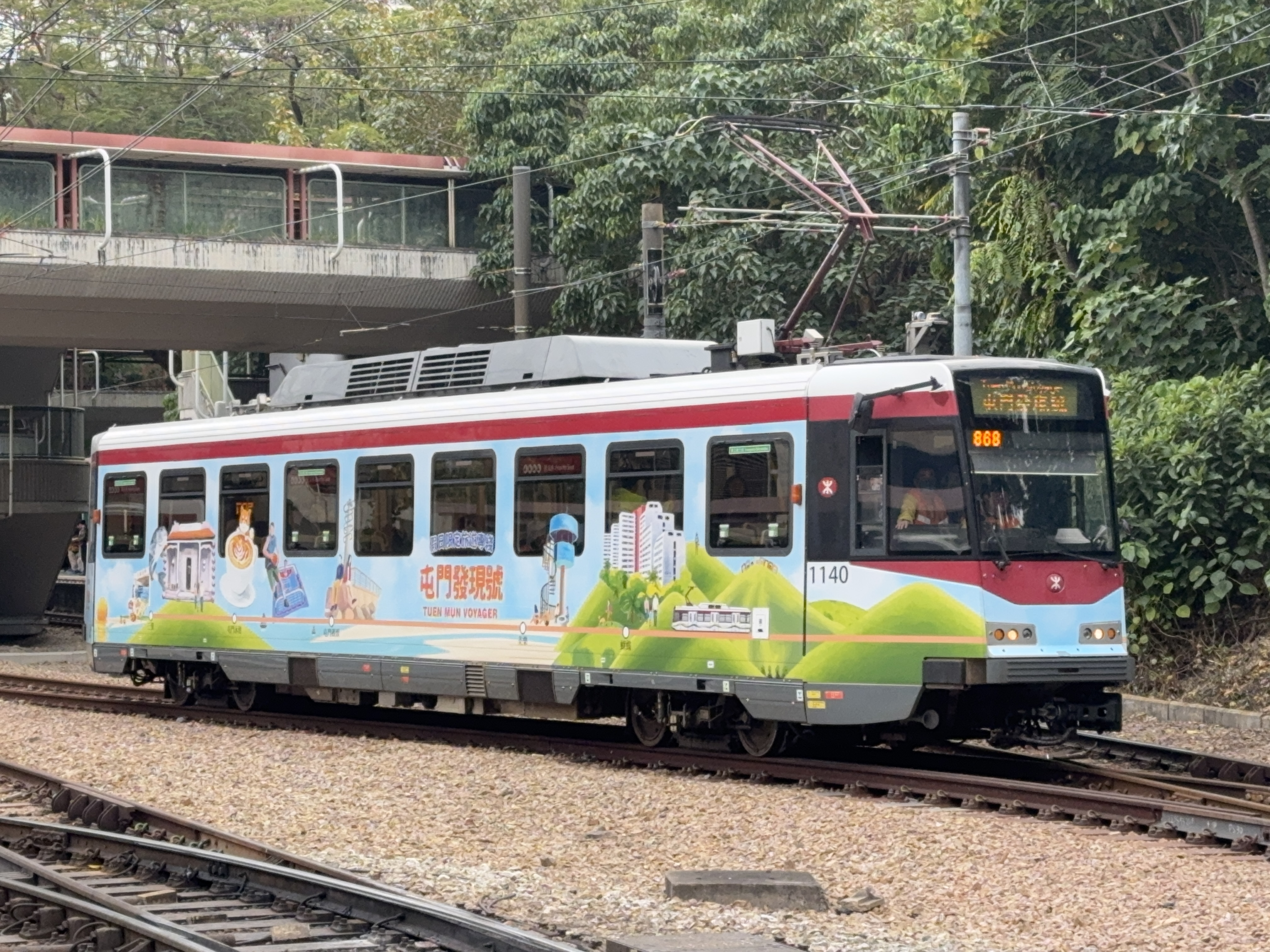
屯門發現號

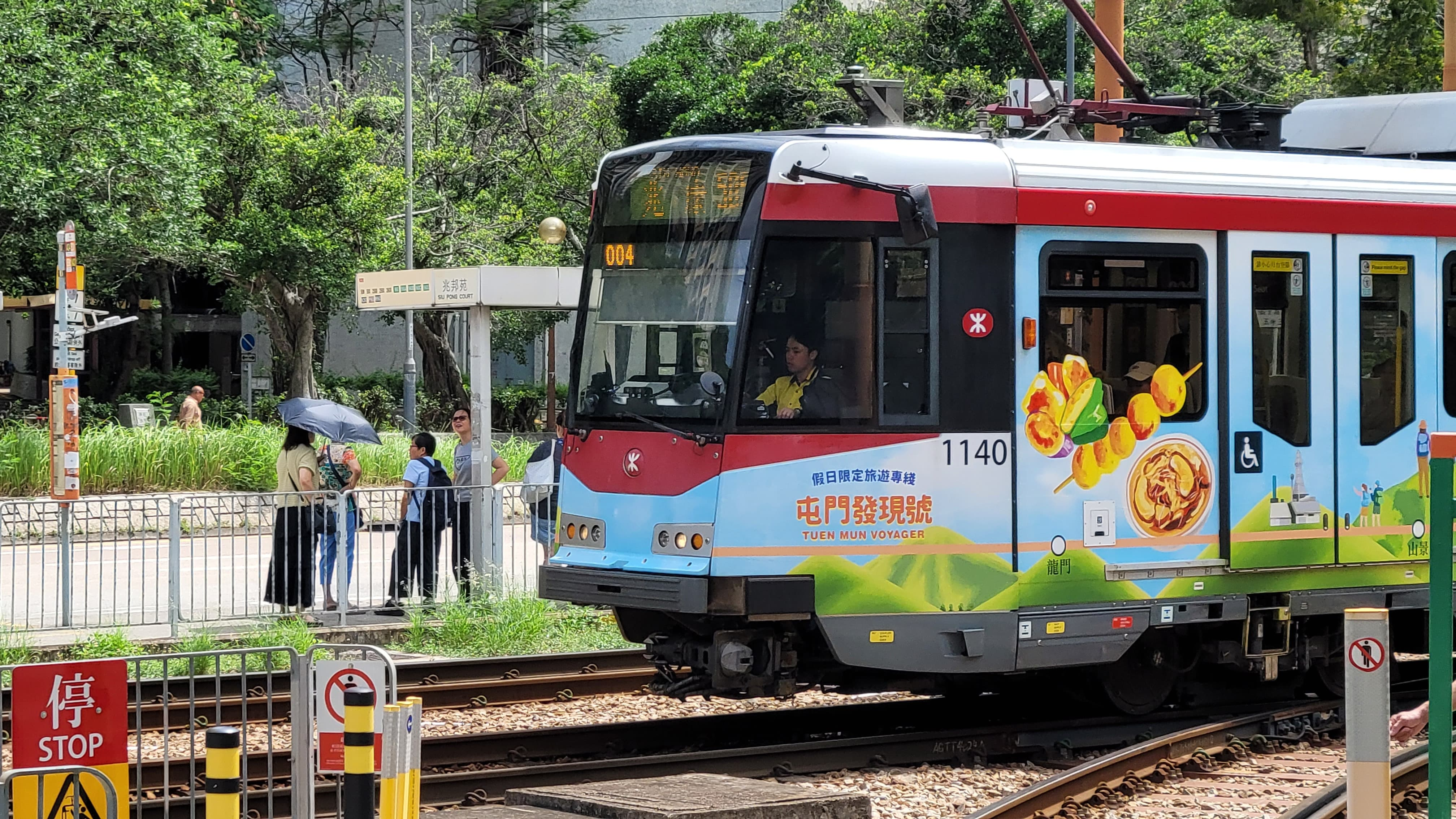
屯門發現號

## 外部連結
- 香港鐵路大典上的相关条目：輕鐵第五期列車